# Archondikí
Archondikí, en grec moderne : Αρχοντική, est un village du dème de Réthymnon, en Crète, en Grèce. Selon le recensement de 2011, la population d'Archondikí compte 244 habitants. Le village est situé à une altitude de 180 m et à 18 km de Réthymnon.